# یکا ۱۵۴۱۵
سیارک ۱۵۴۱۵ (به انگلیسی: 15415 Rika، نامگذاری:1998CA1) پانزده هزار و چهارصد و پانزدهمین سیارک کشف شده‌است که در ۴ فوریه ۱۹۹۸ کشف شد.
قدر مطلق سیارک برابر ۱۴٫۲۰ است.